# Jack Torrance (personage)
John Daniel Edward (Jack) Torrance is de hoofdpersoon uit de horrorroman The Shining van de Amerikaanse schrijver Stephen King uit 1977. Hij werd gespeeld door Jack Nicholson in de verfilming van Stanley Kubrick. Torrance is een van een alcoholverslaving herstellende schrijver, die zijn huwelijk en carrière wil redden. Daarom zoekt hij de rust op en houdt hij toezicht op een reusachtig hotel ("caretaker") dat tijdens de winter gesloten is.
Torrance werd ook gespeeld door Steven Weber in de miniserie uit 1997, door Brian Mulligan in de opera van 2016 en door Henry Thomas in de verfilming Doctor Sleep uit 2019. Deze film is een adaptatie van de gelijknamige vervolgroman van King.
Torrance (Nicholsons vertolking) staat als antagonist op de vijfentwintigste plaats in de lijst AFI 100 jaar... 100 helden en schurken van het American Film Institute.

## Personage

### Boek
John Daniel Edward "Jack" Torrance is het jongste kind van Mark Torrance terwijl de naam van zijn moeder nergens wordt beschreven; wel is bekend dat zijn drinkende vader haar ooit sloeg met een schop. Jack heeft twee broers (Mike en Brett) en een zus (Becky).
Jack is een schrijver, een voormalig leraar en coach wiens alcoholisme en vluchtige humeur hem zijn onderwijspositie aan de Stovington Preparatory School kosten omdat hij de student George Hatfield aanvalt, die hij betrapte op het beschadigen van zijn auto (vandalisme). Later maakt alcoholmisbruik bijna een einde aan zijn huwelijk met zijn vrouw Winnifred (Wendy), nadat hij de arm van zijn zoon Danny in blinde woede heeft gebroken. Op een dag rijdt Jack dronken met de wagen wanneer hij over een achtergelaten fiets rijdt. Hij beseft dat dit evengoed een kind had kunnen zijn en stopt met drinken.
Jack aanvaardt op een winterdag een baan als conciërge van het des winters verlaten Overlook Hotel. In de film ziet men Timberline Lodge in de staat Oregon. Stephen King gebruikte The Stanley Hotel in de staat Colorado als inspiratie. Jack verhuist naar het hotel met zijn vrouw Wendy en zoontje Danny, die extreem telepathisch is en bovendien ook gevoelig voor bovennatuurlijke krachten. Jack hoopt dat dit zijn huwelijk zal redden en hem de tijd zal geven om een veelbelovend boek af te werken. Danny krijgt in het Overlook Hotel de begeleiding van een denkbeeldige vriend die hij "Tony" noemt, eigenlijk zijn wijsvinger. Hij wordt opgebeurd door de Afro-Amerikaanse kok van het hotel, Dick Hallorann. Hallorann beschikt over dezelfde gave als Danny, de "Shining". De vakantie wordt de ondergang van het gezin Torrance. Het hotel blijkt een boosaardige plaats te zijn. Het hotel wordt namelijk achtervolgd door de geesten van degenen die er gewelddadig in zijn omgekomen en is zelf gastheer voor een wezen van onbekende oorsprong, dat Jack wil dwingen Danny te vermoorden. Blijkbaar gelooft het hotel dat als het de paranormale gaven van Danny kan benutten, het genoeg kracht kan verzamelen om "los te breken" van het gebouw waarin het "vastzit". Jack heeft ontmoetingen met verschillende geesten van voormalige personeelsleden van het hotel die allemaal volhouden dat hij daar altijd heeft gewerkt en dat hij zijn familie moet vermoorden.
Jack bezwijkt voor deze bovennatuurlijke krachten, begint weer te drinken en begint zijn eigen vrouw en kind te haten. In de film van Stanley Kubrick uit 1980 lijkt Jack aan een psychose te lijden en in de roman blijkt hij langer resistent tegen de bedoelingen van het kwaadaardige hotel. Jack verbreekt alle radiocommunicatie en saboteert de sneeuwscooter van het hotel, hun enige vervoermiddel, opdat Wendy en Danny het hotel en haar omgeving niet meer zouden kunnen verlaten. Jack probeert dan Wendy te vermoorden, die hem knock-out slaat en hem opsluit in de voorraadruimte. Jack wordt later bevrijdt uit de voorraadruimte door de geest van de vorige conciërge Delbert Grady, die zijn eigen familie heeft vermoord voordat hij zelfmoord pleegde. Jack valt Wendy vervolgens brutaal aan met een roquehamer die hij heeft gevonden, hoewel ze ontsnapt. Jack achtervolgt Wendy, maar vindt Hallorann op zijn weg. Hij slaat hem net niet dood.
Jack vindt en confronteert zijn zoontje, en staat op het punt hem te vermoorden wanneer Danny plotseling de krachten van het Overlook Hotel doorprikt en zijn vaders ware zelf naar boven haalt. Jack vertelt Danny om weg te rennen en te onthouden hoeveel hij van hem houdt, voordat de macht van het hotel het weer overneemt en Jack dwingt om in zijn eigen gezicht te slaan met de roque. Jack was vergeten de boiler bij te regelen, die te heet wordt en ervoor zorgt dat het hotel ontploft. Jack sterft, maar Danny, Wendy en Dick Hallorann kunnen maar net op tijd ontsnappen uit het hotel.

### Film
In 1980 kwam een sterk afwijkende verfilming van Kings roman in de zalen, geregisseerd door Stanley Kubrick. De film werd een klassieker. De rol van Jack Torrance wordt gespeeld door Jack Nicholson. Nicholson had vijf jaar eerder al een gestoorde persoonlijkheid gespeeld voor een Oscarwinnende filmadaptatie door Miloš Forman van de roman One Flew Over the Cuckoo's Nest van de Amerikaanse schrijver Ken Kesey. Dat personage heette Randle McMurphy.
Stanley Kubrick erkende geïnspireerd te zijn door de jungiaanse psychoanalyse van de Zwitserse psychiater Carl Gustav Jung, het onbewuste van de menselijke geest (de subconscious mind) en de verhouding tussen bewustzijn, onbewustzijn en de daartussen liggende hypnagogische toestand zoals Jung dit afspiegelde. De film zou een kruising weergeven van het bovennatuurlijke en het paranormale. Kubrick laat het hotel veel invloed uitoefenen op de mentale gezondheid van de personages, onder wie de door alcoholisme gekwelde vaderfiguur Jack Torrance. Het hotel 'leeft' in de film wel minder dan in de roman van Stephen King. In de film van Kubrick komen bijvoorbeeld geen struiken tot leven. Het Overlook Hotel is de plaats waar zowel het heden als het verleden worden overzien.
De locatie van het Overlook Hotel was vroeger een Indiaanse begraafplaats waar veel bloed vloeide en is een soort wachtkamer van de verdoemde zielen die zich tonen aan mensen die de 'gave' (the shining) bezitten (zoals Jacks zoontje Danny en Dick Hallorann). Ook dit specifieke verhaalelement, dat de "Native Americans" (de Indiaanse bevolking) behandelt, is afwezig in Kings roman.
Het reusachtige doolhof is een metafoor voor het lange wachten van de mens op eeuwige rust, verwijzend naar Jack. In de roman van King is helemaal geen sprake van een doolhof en Jack sterft omdat het hotel ontploft. Het verhaal wijkt enorm af van Stephen Kings roman. King was allesbehalve fan van Kubricks verfilming.

#### Verschil met boek
De Jack in de film verschilt sterk van de Jack die Stephen King heeft gecreëerd. Jack vertoont in de film vergevorderd psychotisch gedrag en verliest zijn gezond verstand en zijn realiteitszin al heel vroeg, waarna hij door Kubrick gekker wordt voorgesteld dan in het boek. Een kolossale afwijking wat betreft het verhaal vindt plaats wanneer Jack naar het einde van de film toe de chef-kok van het hotel, Dick Hallorann (Scatman Crothers), aanvalt. In de film doodt hij Hallorann met een bijl, geen roquehamer. Echter, in het boek overleeft Hallorann de aanslag en ontsnapt met Wendy en Danny uit het hotel. Jack valt ook zijn vrouw met de bijl aan wanneer hij de badkamer waar ze schuilt, op memorabele wijze infiltreert met de bijl. Wendy (Shelley Duvall) snijdt in zijn hand met een mes. Ze kan ontkomen, net zoals in het boek. Dit is de wereldvermaarde "Here's Johnny!"-scène. De geboortenaam van Jack is 'John Daniel Edward Torrance'. Jack verwijst naar Ed McMahon van de The Tonight Show met de toenmalige presentator Johnny Carson, die door McMahon werd aangekondigd met "Here's Johnny".
In de film hoort hij Danny (Danny Lloyd) schreeuwen terwijl hij Hallorann vermoordt. Hij achtervolgt zijn vrouw en zoontje naar een doolhof buiten het hotel, terwijl in het boek struiken tot leven komen die Danny bedreigen. Danny loopt achterwaarts in een andere richting om zijn vader te misleiden en ontsnapt. Dan volgt het grootste loopje dat Kubrick neemt met het boek: waar hij in het boek sterft aan verbranding omdat het hotel ontploft, vriest hij dood in de film. Jack loopt namelijk verloren in het doolhof als hij Danny daar zoekt.
Een ander verschil tussen het boek en de film bestaat er in dat Jack tijdens de film steeds krankzinniger wordt vanwege het solitaire leven in het hotel. Jack wordt als het ware opgeslokt door de duivelse intenties van het hotel. Jack moet zijn vrouw en kind vermoorden om de traditie van Charles Grady verder te zetten. Dat is het meest beruchte verschil met het boek. In de film bestaan twee Grady's: Delbert Grady (een kelner die in Jacks hoofd zit, gespeeld door Philip Stone) en Charles Grady (een reïncarnatie van Delbert en de vorige caretaker van het Overlook Hotel). Dat laatste zal Jack tot complete waanzin drijven. In de film van Kubrick zweert Jack dat hij de 'wensen' van het hotel zal vervullen. In het boek weigert Jack zich echt over te geven aan de duistere krachten van het Overlook Hotel en komt zelfs weer in het reine als hij aan het einde van het boek zegt dat hij van Danny houdt. Het moment in de film waarop Jack de controle definitief verliest grijpt plaats wanneer hij ronddwaalt in het hotel en een roaring twenties-achtig bal bijwoont. Dat is althans wat Jack ziet. Later ontdekt Wendy dat Jack al een hele poos gekker en gekker werd, wanneer ze merkt dat Jack achter zijn schrijfmachine steeds dezelfde zin heeft geschreven: "All work and no play makes Jack a dull boy" ("Altijd maar werken en geen spel maakt van Jack een saaie jongen"). Tevens lijkt Kubrick hem eerder voor te stellen als een slechte vaderfiguur voor Danny terwijl Jack in het boek sympathieker wordt voorgesteld door Stephen King.
Stephen King was "niet helemaal" tevreden met de manier waarop Stanley Kubrick Jack door Nicholson liet neerzetten.

Jack [Torrance] ondergaat geen enkele transformatie doorheen die film. Absoluut geen. Als we Jack Nicholson voor het eerst zien, is hij zo gek als een achterdeur. Het enige wat hij doet is gekker worden. In het boek is hij een man die worstelt met zijn gezond verstand en het uiteindelijk verliest. Voor mij is dat een tragedie. In de film is er geen tragedie omdat er geen echte verandering is.
— Stephen King over Nicholsons portrettering van Jack

#### Torrance en het hotel
Lloyd: Good evening, Mr. Torrance.
Torrance: Hi Lloyd. Been away, but now I'm back.
Lloyd: Good evening, Mr. Torrance. It's good to see you.
Torrance: It's good to be back, Lloyd.
Lloyd: What'll it be, sir?
Torrance: Hair of the dog that bit me.
Lloyd: Bourbon on the rocks.
Torrance: That'll do it.
Lloyd: No charge to you, Mr. Torrance.
Torrance: No charge?
Lloyd: Your money's no good here. Orders from the house.
Torrance: Orders from the house?
Lloyd: Drink up, Mr. Torrance.
Torrance: I'm the kind of man who likes to know who's buyin' their drinks, Lloyd.
 Lloyd: It's not a matter that concerns you, Mr. Torrance. At least not at this point.
Torrance: Anything you say, Lloyd. Anything you say.
Jack zegt al heel vroeg tegen Wendy dat het voelt alsof hij al eens eerder in het hotel is geweest, waarmee Jack bedoelt dat hij het hotel heeft gezien voordat hij de job als huisbewaarder (caretaker) aanvaardde (een déjà-vu). Daarnaast beleeft hij ook een nachtmerrie waarin hij Wendy en Danny vermoordt met een bijl, waarschijnlijk de voornaamste voorbode daar de moord op zijn vrouw en kind de wens is van het hotel. Dat Jack een verleden lijkt te hebben in het hotel wordt door Kubrick meermaals getoond door middel van voorbodes.
De geesten die in het hotel leven blijken Jack namelijk al te kennen van vroeger, en omgekeerd: de verbeelding van Jack? De geest van een stoïcijns kijkende barkeeper genaamd Lloyd (Joe Turkel) brengt hem zelfs schijnbaar terug aan de drank. Jack lijkt terug verslaafd te zijn, hoewel de manager van het hotel Stuart Ullman (Barry Nelson), voordat de familie Torrance haar intrek nam, had gezegd dat alle sterke drank uit de balzaal (de Gold Room) steevast wordt verwijderd tijdens de winterperiode. Toch drinkt Jack alcohol in de balzaal. Dit komt omdat Jack gek wordt net omdat hij niet meer drinkt. Lloyd is opvallend vriendelijk en gul tegen Jack hoewel Lloyd niet verpinkt. Lloyd is ook de eerste geest met wie Jack in contact komt, die tegen hem praat alsof dat uit naam van het hotel gebeurt. Het hotel lijkt Jack iets te willen vertellen. Er is een zekere taak die hij van het hotel moet uitvoeren. De vraag is of Jack dit fantaseert. Jack en Lloyd gaan met elkaar om alsof Jack 'kind aan huis' is ("Good evening, Mr. Torrance. It's good to see you", "Your credit is fine, Mr. Torrance" en "Your money's no good here"). De geesten die Jack ziet lijken personen uit het verleden die het duistere hotel lijken te belichamen. Lloyd zegt dat Jack niet hoeft te betalen "zolang het niet nodig is" ("It's not a matter that concerns you, Mr. Torrance. At least not at this point"), een verwijzing naar het filmeinde.
In de film gaan aanwijzingen schuil die Jacks toekomstige gedragsveranderingen, zijn nieuwe motief als de antagonist in plaats van dat van de protagonist, voorspellen en deze aanwijzingen zijn al vrij vroeg te zien. Twee voorbeelden zijn het moment waarop hij met een waanzinnige blik naar buiten kijkt, als Wendy en Danny in de sneeuw spelen en het moment waarop hij het schaalmodel van het doolhof bestudeert en daarbij miniaturen van Wendy en Danny lijkt te fantaseren, terwijl beide op dat moment daadwerkelijk buiten het doolhof aan het verkennen zijn. Dit is ook een voorbode van het filmeinde. Wendy vraagt aan Jack om eens een kijkje te gaan nemen in kamer 237 omdat Danny niet te verklaren bloeduitstortingen heeft opgelopen na een bezoek aan de kamer. Eens in kamer 237, waaromtrent zijn zoontje Danny eigenlijk visioenen ziet, ziet Jack een aantrekkelijke naakte vrouw plots veranderen in een oude vrouw met een verrottend lichaam. Jack liegt echter tegen Wendy: hij zegt dat hij niks heeft gezien. Wendy twijfelt nu aan Jack en ziet een verband tussen de bloeduitstortingen van Danny, en Jacks gedrag. Die laatste is razend want zijn vrouw beschuldigt hem opnieuw van huiselijk geweld jegens hun zoontje.

#### Balscène
De roaring-twenties-balscène neemt een aanvang nadat Jack een felle discussie heeft met Wendy die gaat over de psychische toestand van hun zoontje Danny sinds ze in het Overlook Hotel verblijven. Wendy ziet dat Danny psychisch lijdt onder het verblijf in het hotel. Danny krijgt voortdurend visioenen als hij met zijn fietsje in het hotel rondrijdt. De visioenen gaan echter over het verleden, de "Shinings", waarin steeds tweelingzusjes voorkomen. Hij ziet ook de kamer 237, waar iets vreselijks is gebeurd. Dick Hallorann, de chef-kok van het hotel die dezelfde "gave" heeft als Danny, had Danny eerder gewaarschuwd voor deze kamer.
Wendy uit haar bezorgdheid over Danny tegen Jack, die zijn gezond verstand echter kwijt blijkt te zijn vanwege het verblijf in het hotel. Wendy stelt voor dat ze vertrekken en een dokter raadplegen voor Danny, maar Jack wil er niet van weten en reageert razend. Jack beschuldigt Wendy ervan dat ze zijn toekomst dwarsboomt en dat ze hem nooit succes gunt. Hij is ziedend en slaat in de hotelkeuken de pannen en potten op de grond. Hierna gaat het prompt spoken in zijn hoofd. Jack hoort muziek uit de Gold Room, de riante balzaal van het Overlook Hotel, en gaat erheen. Zijn gemoedstoestand verandert onmiddellijk en hij is ontspannen.
Jack heeft een begoocheling wanneer hij een jaren twintig-bal (hoewel de muziek die men hoort uit 1934 dateert) met allemaal geesten bijwoont in de Gold Room, onder wie de barkeeper Lloyd (Joe Turkel). Hij wordt als het ware door het hotel "omarmd" als een bondgenoot. Jack wordt opgeslokt door haar kwade bedoelingen. Het hotel lijkt hem een soort gefantaseerde grootsheid met klasse en stijl te tonen hoewel Jack het bal niet in formele kledij bijwoont. Hij draagt dezelfde kleren die hij droeg toen hij razend zijn kamer verliet na de ruzie met Wendy. Hij zal overigens tot het einde van de film dezelfde kleren blijven dragen. De balscène ziet er opnieuw uit als een waanbeeld. Niets blijkt minder waar. Jack krijgt op het bal van het hotel de opdracht zijn vrouw en kind vermoorden. Hij verkoopt op het "bal" definitief zijn ziel aan het hotel om haar wens te vervullen: een zelfde waanzinnige moord plegen zoals de voormalige caretaker Charles Grady dat had gedaan.
De balscène wordt beschouwd als de meest verbluffende scène uit de verfilming van Stanley Kubrick.

#### Het rode toilet
De kelner op het bal (Philip Stone) in de Gold Room morst onbeholpen advocaat op Jacks jas. Hij behandelt Jacks goedkope jas gelijk als een kostuumvest en biedt zijn excuses aan. De kelner behandelt Jack vervolgens alsof hij de belangrijkste gast op het feest is ("You're the important one"). Jack stelt de kelner gerust en zegt dat hij van jas zal verwisselen, "voor als het eten later die avond wordt opgediend". Jack: "Of course, I intended to change my jacket this evening before the fish and goose soiree". Jack volgt de man naar het felrode herentoilet, alwaar de man de vlekken op Jacks jas wil verwijderen. In het toilet stelt de man zichzelf voor als Delbert Grady. Als Delbert Grady en niet als Charles Grady. De vorige caretaker van het Overlook Hotel heette namelijk Charles Grady en niet Delbert Grady. Jack denkt dat het om de juiste Grady gaat en dat hij dus zijn voorganger ziet, maar hij denkt verkeerd. Bij deze scène trekt regisseur Stanley Kubrick zijn trukendoos open en geeft een bizarre wending aan het verhaal. Jack had een krantenartikel over Charles Grady gelezen en zag zijn foto. Stuart Ullman, de uitbater van het Overlook Hotel (Barry Nelson), had de familie Torrance verwittigd voor het lot van Charles Grady. Charles was in de jaren zeventig de huisbewaarder van het Overlook Hotel, maar had er zijn vrouw en tweelingdochters vermoord met een bijl. Delbert Grady zegt ook dat hij een vrouw en twee dochters heeft. Hij zegt dat ze "ergens rondhangen in het hotel". Jack blijft echter aandringen dat Grady zijn gezin "in mootjes heeft gehakt". Grady ontkent dat stellig. Dan herhaalt Jack dat Grady vroeger de caretaker was, waarop Grady hem verbaasd aankijkt.
Mr. Grady, you were the caretaker here. I recognize ya. I saw your picture in the newspapers. (grijnzend) You, uh, chopped your wife and daughters up into little bits. And then you blew your brains out.
De veronderstelling dat Jack hem kent van vroeger wordt door Delbert Grady van tafel geveegd alsof Jack alsmaar gekker aan het worden is. "Why no sir. I don't believe so". Zo luidt het antwoord van Grady als Jack wil weten of Grady zich nog kan herinneren dat hij de caretaker was. Grady ontkent dat hij zijn gezin heeft vermoord en herinnert zich niks. Charles Grady, de nazaat of de reïncarnatie zo men wil, van Delbert Grady pleegde de moorden. Hotelmanager Ullman had Jack reeds verwittigd voor Grady toen hij op sollicitatiegesprek kwam. Jack had de moorden van Charles Grady weggelachen: "Dat zal bij mij niet gebeuren".

#### Caretaker
Jack zegt in het knalrode toilet tegen Delbert Grady: "Mr. Grady, you were the caretaker here". Voor hij dat zegt, vraagt hij eerst aan Delbert Grady of die zich herinnert of hij ooit de caretaker was. Grady antwoordt daarop: "Why no sir, I don't believe so." oftewel "Welnee, ik geloof van niet." Vreemd genoeg weet hij dat dus niet heel zeker. Jack zegt uitdagend dat hij "[Grady] zijn vrouw en dochters in mootjes heeft gehakt en er daarna zijn eigen brein heeft uitgeblazen." Grady antwoordt ijselijk dat Jack zich vergist. "That's strange sir. I don't have any recollection of that at all". Jack herhaalt dat Grady de caretaker was, met nadruk op 'you were' (u was). Grady verandert van een vriendelijke man in een boosaardige man, en men ziet Jacks transitie van protagonist naar antagonist. Dat moment in de film is een transitie die, op een ijskoude manier, zo'n vijf seconden duurt. Regisseur Stanley Kubrick laat Jack Torrance zoals hij daar naar Grady staat te luisteren stomverbaasd kijken. Grady is boosaardiger dan Jack, die onderdanig luistert.
In dat bewust rood gekleurde toilet van de Gold Room (bekend als de kleur van bloed en kwaad) zijn de twee Grady's plotseling simultaan aan het woord. Charles Grady neemt het op een duivelse toon volledig over van Delbert Grady. De twee Grady's, die daar feitelijk staan als één persoon, dringen helemaal tot Jack door, alsof Grady superieur is. "I'm sorry to differ with you sir. But you are the caretaker. You have always been the caretaker. I should know sir. I have always been here". "Het spijt me, maar dan verschillen we hier van mening, meneer. U bent namelijk de conciërge. U bent dat immers altijd geweest. Ik kan het weten. Ik ben hier altijd al geweest" (of alternatief: Ik ben hier nooit weg geweest). Grady houdt vol dat Jack de caretaker is geweest, zolang Grady zich dat kan herinneren. 
Dit is dé plotwending van de film en duidelijkste aanwijzing dat Jack op de een of andere manier deel uitmaakt van de duistere geschiedenis van het hotel. Grady onthult namelijk dat er een reïncarnatie van hem heeft bestaan of misschien zelfs meerdere reïncarnaties, mogelijk omvat het een heuse cyclus van reïncarnaties. Delbert Grady heeft ooit zijn familie vermoord in het hotel, net zoals Charles. Dat moet zijn gebeurd in de jaren twintig. Zijn geest leefde verder in het hotel, waardoor 'Delbert' altijd in het hotel aanwezig was. Daardoor kon Delbert altijd zien wat er in het hotel leefde. Delbert zou dus Charles 'aan het werk hebben gezien, maar ook een Jack Torrance'. Jack lacht eens boosaardig. Grady vertelt Jack dat hij "altijd de caretaker is geweest". Dit impliceert dat het hotel zijn vroegere bewoners blijft 'opzoeken'. Grady steekt van wal over Danny, die over een gave beschikt die hinderlijk kan zijn voor Jacks "plicht" als de caretaker, een speciale gave waarvan Jack de precieze omvang niet kent. Het is een gave die het hotel kan bedreigen als Jack zijn plicht niet nakomt.
De mise-en-scène bij het "gesprek" tussen Jack en Grady is bedrieglijk. Jack, van wie mag worden aangenomen dat hij geen fantasie is maar een levend mens, kijkt de hele tijd in de richting van een spiegel alsof hij met zichzelf praat. Het 'gesprek' tussen Jack en Grady is echter veel complexer dan Jacks 'gesprek' met barkeeper Lloyd (Joe Turkel), zowel het eerste gesprek met Lloyd als het tweede (start van de balscène). Daar zou het nog verbeelding kunnen zijn; een introspectie (zelfreflectie). Jacks verbeelding komt in het rode toilet al veel meer op de achtergrond te staan en bezetenheid is zeer aannemelijk. Het Overlook Hotel 'bezit' Jack.
Barkeeper Lloyd gedraagt zich als een vriend die luistert en "goede raad geeft". Als men goed luistert naar Lloyd, spreekt hij over Jack alsof hij een verleden heeft in het hotel. Er was eens een vorige 'Jack Torrance'. Tegen Lloyd zegt Jack al eens eerder dat zijn vrouw Wendy (Shelley Duvall) een 'probleem' is. Jack noemt Wendy "de oude spermabank daar boven". Jack legt zijn situatie uit aan Lloyd. "Ik heb mijn zoontje drie jaar geleden geslagen, ik was toen alcoholist. Ondertussen ben ik een betere man geworden en wil ik verder. Maar mijn vrouw wil dat niet accepteren en kan het verleden niet loslaten. Wel integendeel. Mijn vrouw is geen probleem dat ik niet aankan. Maar een drankje zou er nu wel weer ingaan". Wendy had Jack in het hotel opnieuw beschuldigd van het slaan van Danny toen ze zag dat Danny bloeduitstortingen had na een bezoek van Danny aan kamer 237. Als Wendy hem in de Gold Room aantreft, waar hij zijn gal spuwt bij Lloyd, blijkt niemand aanwezig behalve Jack. Normaal had Lloyd er ook moeten zijn. Bij de scène met Jack en Delbert Grady kan de verbeelding niet meer zomaar worden aanvaard als motief. In het rode toilet verliest de verbeelding veel geloofwaardigheid. Het lijkt er meer op dat hij 'bezeten' is. Hij herhaalt als het ware wat hij bij Lloyd deed. Immers is Jack een zeer gemakkelijk doelwit voor het imposante en duistere hotel, dat lijkt te luisteren en te handelen. Dat het Overlook Hotel lijkt te 'leven' en dat het Jack 'bezit', valt af te leiden uit het feit dat hij een aantal keer onrustig om zich heen kijkt 'alsof de muren oren hebben'.

#### Delbert of Charles Grady?
Jack is in de Gold Room compleet losgeslagen in zijn hoofd en verliest alle resterende controle over zijn gedachten. De geest van de kelner die Jack in de Gold Room ziet is die van Delbert Grady, maar daarna ziet hij ook Charles Grady. Echter, de assumptie van Jack dat Delbert Grady de vorige caretaker was, alsof het dus om een andere Grady gaat, is fout. Charles Grady was de caretaker, niet Delbert Grady. Delbert Grady is een vroegere kelner die zegt dat hij alles zeker weet omdat hij het hotel nooit heeft verlaten. De ziel van Delbert Grady is daar gebleven, daar het hotel zijn ziel 'bezit'. Regisseur Stanley Kubrick onthult aan de psychotische Jack en de kijker dat Charles Grady (uit de jaren zeventig) de gereïncarneerde versie is van Delbert Grady, die al veel vroeger in het hotel verbleef (in de jaren twintig). Het bal in de Gold Room en zijn ontmoeting met Grady is iets wat het hotel hem wil laten zien. Het hotel en Jack worden één. Het lijkt er als het ware steeds meer op dat Jack zelf een reïncarnatie is van een voormalige hotelgast. In het verleden was er nog een 'Jack Torrance'. Het is geen waanidee meer, maar Jack die is bezeten.
Jack leek wat geobsedeerd met Grady, daar hij eens een nachtmerrie heeft achter zijn schrijfmachine. Jack neemt in die droom de plaats in van Charles Grady en vermoordt Wendy en Danny. Jack is geschrokken over deze droom nadat hij ontwaakt. Jack deed in het Overlook Hotel onderzoek naar de moorden van Grady. Jack is een van alcoholisme ontwennende auteur die krankzinnig wordt door ontwenning (angst) en het solitaire leven in een imposant hotel; een hotel dat hem in haar bezit krijgt omdat hij een gemakkelijk doelwit is. Het hotel schotelt hem ideeën en beelden voor die hij moet zien: hij verliest de laatste controle over zijn geestelijke gezondheid. Het komt er hier concreet op neer dat een nu knettergekke Jack van zichzelf vindt dat hij moet doen wat Charles Grady destijds deed: zijn vrouw en kind vermoorden voor het hotel. Jack 'ontmoet' immers Delbert Grady, de geest die heeft gezien wat Charles Grady in het hotel heeft uitgespookt.

#### Torrance en de 'shining'
Grady beweert dat Torrance altijd al de caretaker van het hotel was. Charles Grady, even voordien als het ware nog Delbert, waarschuwt Jack voor de gave van zijn zoontje Danny en Dick Hallorann (Scatman Crothers): de "Shining". Danny en Hallorann, de chef-kok van het hotel, kunnen een gebeurtenis uit het verleden terug oproepen en herbeleven. Delbert Grady, alsof hij plots Charles is, noemt Dick Hallorann op duivelse toon een "buitenstaander" en een "neger van een kok". Grady spreekt ook over het verstoren van een "situatie" door Danny en Hallorann (lees: de wens van Jack en het duistere hotel, namelijk zijn gezin vermoorden). Grady vraagt Jack of hij dat wel goed besefte. Torrance, die onderdanig aan Grady's lippen hangt, schudt het hoofd.
Jack krijgt in de waanzin te zien wat Danny en Hallorann gemeen hebben: de 'Shining'. Het is een telepathisch moment. Jack, tenminste als men naar zijn dolle gezicht kijkt, beleeft een 'Shining' en begint te denken dat Wendy en Danny "niet deugen" en uit de weg moeten. Hij beseft echter niet dat dit de 'Shining' van het hotel is, zoals Hallorann had uitgelegd aan Danny toen het gezin Torrance werd rondgeleid door Stuart Ullman. Jack moet Wendy en Danny haten van het hotel. "He's a very willful boy" ("Hij is erg eigenzinnig") en "It's his mother. She interferes" ("Het is zijn moeder. Ze is bemoeizuchtig"). Charles Grady noemt Danny "eerder een stoute jongen". Jack moet het hotel beschermen tegen 'kwaad' van buitenaf omdat hij de caretaker is (lees: hij moet de moordlustige traditie voortzetten). Jack geeft zijn vrouw Wendy de schuld dat Danny "het hotel tegenwerkt". Grady raadt Jack aan eens "met zijn vrouw en kind te praten" of "misschien zelfs wat meer", zoals Grady dat zelf deed met zijn vrouw en tweelingdochters. De scène zou ten slotte ook verwijzen naar de innerlijke strijd die het hotel levert met het Indiaanse volk, dat eerst in het grondgebied leefde. Het hotel werd gebouwd op een begraafplaats waar Indianen door blanken om het leven werden gebracht. Grady noemt Hallorann, een Afro-Amerikaan, "a nigger cook".
Delbert Grady was een ober uit de jaren twintig en Charles Grady was de moorddadige caretaker uit de jaren zeventig die op een vergelijkbare manier gek werd zoals Jack dat in de film wordt. Tijdens het "gesprek" tussen Jack en Delbert Grady in het toilet komt Charles Grady 'uit het niets' tevoorschijn en neemt het over van Delbert Grady. Delbert Grady, de butler in de jaren twintig (die zijn familie nog niet heeft vermoord), is vrolijk, ondergeschikt en niet op de hoogte van moorddadige zaken, maar onder ondervraging van Jack wordt de man die men kent als Delbert Grady plotseling sinister en overheersend en vertelt huiveringwekkend over het vermoorden van zijn familie toen ze "aanvankelijk niet gaven om de Overlook". Het lijkt erop dat de man ogenblikkelijk een sprong in de tijd maakt, van de aimabele kelner 'Delbert' Grady uit de jaren twintig naar de moorddadige Charles Grady uit de jaren zeventig die 's winters met zijn familie tijd heeft doorbracht in het hotel en wiens familie niet om het Overlook Hotel gaf. "My girls sir they didn't care for the Overlook at first. One of them actually stole a pack of matches and tried to burn it down. But I corrected them sir. And when my wife tried to prevent me from doing my duty, I corrected her too". "Meneer, mijn dochters gaven aanvankelijk geen moer om het Overlook Hotel. Eén van hen stal een doosje lucifers en probeerde het [hotel] af te branden. Maar ik corrigeerde hen, meneer. En toen mijn vrouw me probeerde te beletten van mijn taak [als conciërge] uit te voeren, corrigeerde ik haar ook." Grady wisselt eigenlijk tussen twee verschillende incarnaties van zichzelf en gebruikt beeldspraak om het woord "moord" niet te hoeven zeggen.
Als dat slechts het enige gesprek was dat Jack met Grady had in het rode toilet, voorafgegaan door verschillende gelegenheden om innig naar sterke drank te verlangen waarbij Jack een barman genaamd Lloyd tevoorschijn 'tovert', zou de kijker alles kunnen afdoen alsof het niets meer voorstelt dan waanideeën. De kracht van Jacks overactieve verbeeldingskracht om gesprekken te creëren die hij na een goede nachtrust zou vergeten. Maar naarmate het plot zich verder ontrafelt, wordt duidelijk dat het meer inhoudt dan alleen verbeelding. Wendy en Danny zien ook vreemde spookachtige beelden van personen of gebeurtenissen uit de beruchte geschiedenis van het Overlook Hotel. De spookachtige figuren laten de kijker weten dat wat er gebeurt niet alleen verbeelding is, maar het ontwaken van het sluimerende kwaad dat in het hotel opgesloten zit. Dat dit ook een rol speelt, wordt bewezen als de geest van Grady hem bevrijdt uit de voorraadruimte: een van de weinige gelijkenissen met Kings roman. Het hotel, de stem van Grady (Philip Stone), wijst Jack op zijn "plicht". "Meneer Torrance, u staat nog even ver van kant" [...] "We voelen dat u er niet klaar voor bent" [...] "Uw vrouw is slimmer dan we dachten". Wendy sluit Jack op in de voorraadruimte nadat ze hem slaat met een knuppel: na de evenzeer beroemde "I'm not gonna hurt ya" scène. Grady laat hem echter vrij nadat Jack om een laatste kans bedelt om Wendy en Danny te vermoorden. De deur van de voorraadruimte kan onmogelijk uit zichzelf opengaan. Dat gebeurt wel, waardoor dit geen verbeelding meer kan zijn. Kubrick bevestigde dat er sprake is van bezetenheid en dat de geesten die het gezin Torrance zien, er wel degelijk zijn. En dat het hotel dus tot Jack is doorgedrongen.

#### Het einde
Uiteindelijk zal Dick Hallorann de reden blijken waarom Jack zijn "plicht als de caretaker" niet kan doen. Hallorann heeft een laatste 'Shining': hij ziet dat Wendy en Danny gevaar lopen zodra het hotel en Jack "de krachten bundelen". Hallorann stapt als de bliksem in zijn sneeuwscooter, rijdt naar het domein en wil Wendy en Danny ter hulp schieten. Hallorann leidt Jack lang genoeg af opdat hij hen geen pijn kan doen. Hallorann offert zich op, Jack slaat Hallorann in de lobby dood met een bijl. Wendy en Danny zijn Jack hierdoor te snel af doordat Hallorann hen tijd koopt om te ontkomen. Wendy vlucht weg in de sneeuwscooter van de nu dode Hallorann. Dat komt omdat Wendy niet door het dichtgesneeuwde raam van hun kamer geraakt en Danny wel. Danny rende naar het doolhof buiten het hotel terwijl Wendy achterbleef. Hallorann arriveerde op tijd in het hotel, wat haar de tijd gaf om het hotel te ontvluchten. Jack achtervolgt zijn zoontje Danny nog wel door het doolhof, maar hij vindt hem niet meer. Wendy en Danny worden herenigd en rijden weg in de sneeuwscooter van Hallorann. Jack vriest dood, waarmee de duistere cyclus van het hotel gebroken is. De grootste plotwending moet echter nog komen, vlak voor de aftiteling.

#### Foto
De film eindigt met een akelige zoom op een zwart-witfoto van een bal dat plaatsvond in het Overlook Hotel op 4 juli 1921. In de achtergrond hoort de kijker de jazzsong "Midnight, the Stars and You" van Ray Noble and his Orchestra en Al Bowlly. Dat nummer is eveneens te horen tijdens de balscène in de Gold Room. Jack Torrance, ofwel iemand die heel erg op hem lijkt, in kostuum te zien als eregast op het bal. Deze laatste wending zou aantonen dat (de geest van) Jack Torrance immer in het Overlook Hotel aanwezig was geweest. De 'berucht' geworden zwart-witfoto uit 1921 wordt in het boek niet vermeld. Deze toegevoegde waarde zou mogelijk betekenen dat Jack altijd kan reïncarneren om steeds hetzelfde te doen. De foto betekende volgens Kubrick (bij leven) dat Jack altijd kon terugkeren als een reïncarnatie van een hotelgast uit het verleden.

### Sequel
In de film Doctor Sleep uit 2019, waarin Ewan McGregor de hoofdrol vertolkt als een volwassen Danny Torrance, is Jack Torrance plots te zien alsof hij van plaats heeft gewisseld met Lloyd de barkeeper (originele rol van Joe Turkel). Henry Thomas kroop in de huid van Jack, die uiterlijk nog altijd sterk op Jack Nicholson lijkt. Jack stelt zich aan Danny voor als Lloyd. Dit zou aantonen dat Lloyd nooit een echt persoon was, maar een andere entiteit. Deze versie van Torrance die zich voordoet als Lloyd is zich, evenals de 'eerste' Lloyd uit 1980, totaal niet bewust van zijn vroegere identiteit afgezien van enkele korte flashbacks waar de 'oude' Jack boven komt drijven. Hoewel de overgang van Lloyd naar Jack niet wordt getoond, herwerkte regisseur Mike Flanagan ook de beruchte scène met Jack en Grady in het felrode toilet, uit Kubricks The Shining. Jack wisselt ook hier van plaats met het andere personage en draagt de kledij van Grady.